# Cassini-Huygens
Cassini-Huygens fue una misión de investigación espacial colaborativa de NASA, la Agencia Espacial Europea (ESA) y la Agencia Espacial Italiana (ASI) con el objetivo de estudiar el planeta Saturno, sus satélites naturales y su sistema de anillos.  
La nave espacial de clase insignia constaba de la sonda Cassini de NASA y el módulo de descenso Huygens (ESA), siendo este último que aterrizó en la luna Titán.
Cassini fue la cuarta sonda espacial en visitar Saturno y la primera en entrar en su órbita, donde permaneció desde 2004 hasta 2017. Las dos naves tomaron sus nombres de los astrónomos Giovanni Cassini para el orbitador y Christiaan Huygens para el módulo de descenso.

## Visión general

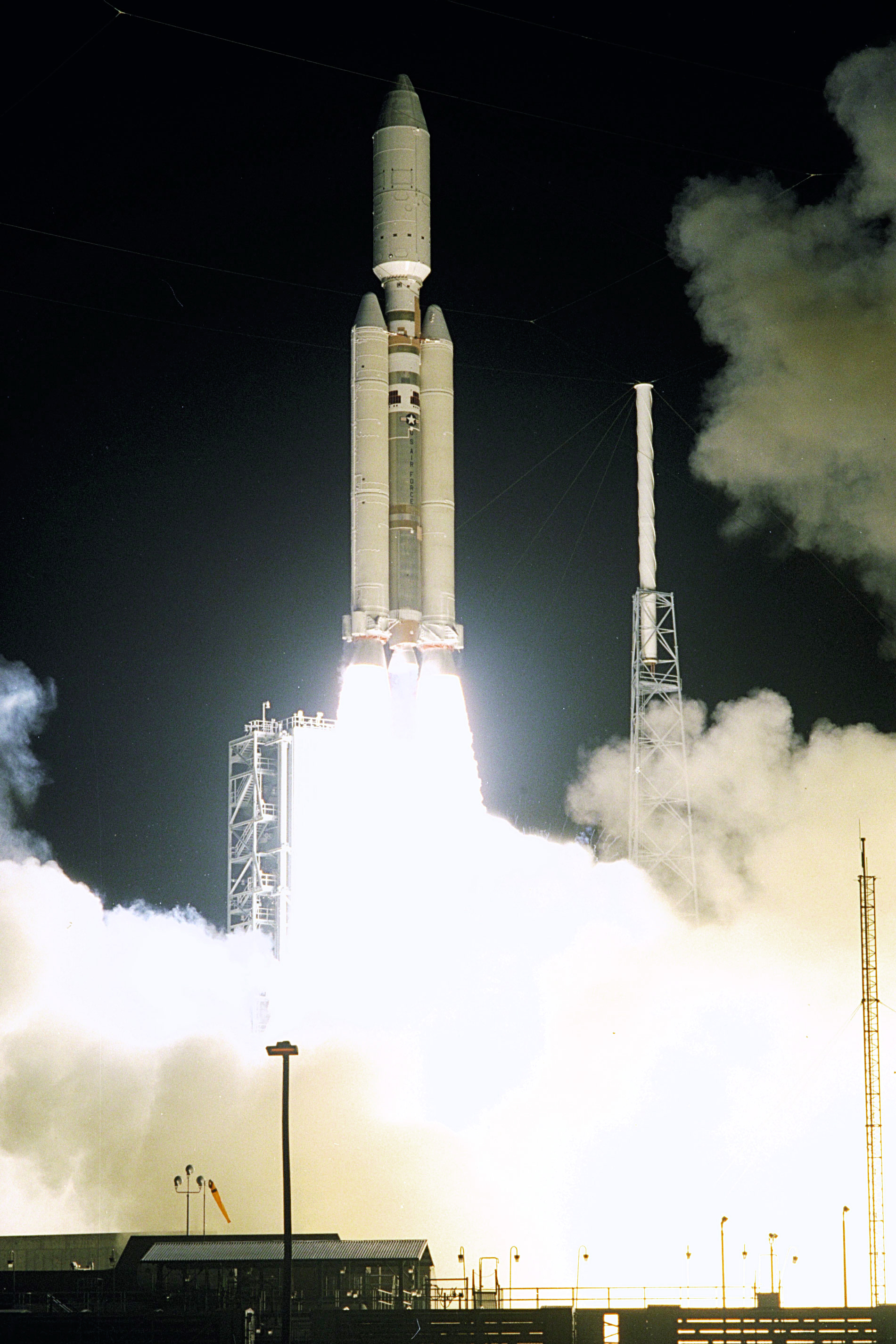
Lanzamiento de la misión Cassini-Huygens

El lanzamiento tuvo lugar el 15 de octubre de 1997 de la estación de Cabo Cañaveral con un cohete Titan IVB/Centaur de dos etapas y entró en órbita alrededor de Saturno el 1 de julio de 2004. El 25 de diciembre de 2004 la sonda se separó de la nave aproximadamente a las 02:00 UTC. La sonda alcanzó la mayor luna de Saturno, Titán, el 14 de enero de 2005, momento en el que descendió a su superficie para recoger información científica.

Inicialmente estaba previsto que el orbitador Cassini sobrevolase Saturno y sus lunas durante cuatro años, y que la sonda Huygens penetrase en la atmósfera de Titán y aterrizase en su superficie. 

Concepción artística de la sonda Cassini en su maniobra de inserción en órbita alrededor de Saturno

La misión Cassini-Huygens fue el resultado de la colaboración entre tres agencias espaciales y la contribución de veintisiete países para su desarrollo. El orbitador Cassini fue construido por la NASA/JPL. La sonda Huygens la realizó la Agencia Espacial Europea (ESA), mientras que la Agencia Espacial Italiana se encargó de proporcionar la antena de comunicación de alta ganancia de la Cassini. El coste total de la misión fue de 3260 millones de dólares, de los cuales EE. UU. aportó 2600 millones, la Agencia Espacial Europea 500 millones y la Agencia Espacial Italiana 160 millones.
El 26 de abril de 2017 Cassini se adentró en el espacio entre Saturno y sus anillos, cumpliendo su última misión antes de desintegrarse el 15 de septiembre del mismo año. Fue la primera sonda espacial en adentrarse entre el planeta y los anillos.
Debido al cercano agotamiento del combustible de la sonda, que la dejaría sin posibilidad de control, se planificó su destrucción para evitar que eventualmente ocasionara una contaminación biológica (o radiactiva, ya que Cassini contenía un RTG) en Titán o Encélado (satélites naturales con altas probabilidades de albergar vida). El viernes 15 de septiembre de 2017, se internó en Saturno, y quedó destruida en las capas superiores de la atmósfera.

## Objetivos
Los principales objetivos de la nave Cassini eran:
1. Determinar la estructura tridimensional y el comportamiento dinámico de los anillos de Saturno
2. Determinar la composición de la superficie de los satélites y la historia geológica de cada objeto
3. Determinar la naturaleza y el origen del material oscuro de la superficie de Jápeto
4. Medir la estructura tridimensional y el comportamiento dinámico de la magnetosfera
5. Estudiar el comportamiento dinámico de la atmósfera de Saturno
6. Estudiar la variabilidad atmosférica de Titán
7. Realizar la cartografía detallada de la superficie de Titán

## Descubrimientos

### Júpiter
El 30 de diciembre de 2000 Cassini llegó al punto en el que se encontraría más próxima a Júpiter. La nave obtuvo imágenes y aportó información de ondas, movimientos de nubes y anillos del gigantesco planeta.
Los resultados de la investigación se publicaron en marzo de 2003.

### Teoría de la relatividad
La teoría de la relatividad de Albert Einstein fue ratificada en 2003 por los científicos que estudiaron fotografías y otra información proporcionada por la sonda Cassini.

### Lunas
Tras descubrir los primeros días de junio de 2004 dos nuevos satélites de Saturno, Metone y Palene, Cassini sobrevoló la luna Febe (Phoebe) el día 11 del mismo mes. Febe orbita Saturno en dirección contraria al resto de satélites. Parece ser que esta luna podría tener agua bajo su superficie.

### Imágenes de los anillos y Titán
Tras penetrar en el área de influencia de Saturno, la sonda obtuvo las primeras imágenes de los anillos del planeta y de su luna más grande, Titán. Se observó que la superficie de Titán lucía como lo hacía la Tierra en su era primitiva, pues era totalmente árida y con piedras lisas por todo el paisaje.

### Órbita a Saturno
El 28 de junio de 2004 la sonda comenzó a investigar la rotación del planeta y el 1 de julio de ese mismo año se convirtió en el primer vehículo en orbitar este lejano objeto y acercarse a sus anillos (más adelante se descubriría un nuevo anillo).

### Vuelos sobre Titán y fotografías de Mimas
El 2 de julio de 2004 Cassini se encontró con Titán y obtuvo más imágenes que servirían para demostrar la existencia de metano en el satélite. En agosto obtuvo fotografías de otro satélite, Mimas. En octubre de ese año comenzarían las 45 pasadas sobre Titán de su misión primaria que aportarían imágenes sobre la superficie del satélite.

### Desprendimiento de la sonda Huygens
Cassini se separó el 25 de diciembre de 2004 de la sonda Huygens y esta entró en la atmósfera de Titán el 14 de enero de 2005.

### Encélado
Durante estas primeras pasadas de 2005 se detectó, al encontrarse Cassini con la luna Encélado, que esta tenía un débil campo electromagnético y una atmósfera significativa. También se descubrieron géiseres que lanzan chorros de partículas de hielo y vapor de agua, posiblemente de un océano ubicado a kilómetros de profundidad.

### Los anillos
El 1 de mayo de 2005 Cassini detectó un nuevo satélite entre los anillos, que por ese periodo comenzó a investigar exhaustivamente; volando tras ellos y detectando en estos iones de oxígeno (un hecho inesperado).[cita requerida]
Este satélite genera ondas como efecto gravitacional en los anillos.

### Superficie de Encélado
Tras descubrir en el último periodo de 2005 actividad volcánica (actividad que solo poseen Ío, la Tierra y quizá Tritón en el sistema solar), Cassini hizo un nuevo descubrimiento en marzo de 2006: en Encélado hay grandes cantidades de agua (posiblemente helada) que es expulsada a la atmósfera de forma parecida a un géiser.

## Diseño de la nave

Animación de la Cassini-Huygens

La nave Cassini era relativamente sencilla pero una de las mayores construidas para la exploración espacial. Solamente las dos naves del proyecto Phobos, enviadas a Marte por la Unión Soviética, eran más pesadas. Contenía 1630 circuitos interconectados, 22 000 conexiones por cable y más de 14 kilómetros de cableado. Su estructura principal consistía en un cilindro y un decágono. La nave medía más de 6.8 metros de longitud y más de 4 metros de diámetro. En la parte superior se montó una gran antena parabólica de 4 metros de diámetro.
La nave tenía tres módulos: Un módulo de equipamiento menor, que contenía los equipos electrónicos, un módulo de propulsión que contenía los sistemas de propulsión y un módulo de equipamiento inferior con los RTG, los cohetes, motores, etc. En un lado del cilindro llevaba los instrumentos ópticos, el magnetómetro montado en un brazo de 11 m y otros instrumentos científicos. La masa de la nave era de 3867 kg, de los cuales 2125 kg eran de propelente y 687 de instrumental. La electricidad era producida por 3 generadores termoeléctricos de radioisótopos (RTG), cada uno de los cuales usaba 10.9 kg de plutonio 238 convirtiendo el calor generado en electricidad. Cada generador producía 300 vatios de potencia a una tensión de 30 voltios. Los RTG alimentaban todos los equipamientos de la nave de manera continua. Tras 11 años, la potencia se redujo a 210 vatios por generador. El cableado en la nave se usaba para las interconexiones entre equipos, y solamente transmitía señales eléctricas.
Los motores proporcionaban, por una parte, apoyo mecánico y, por otra, servían para alinear los equipamientos. Se usaron motores para la separación de la nave del vehículo de lanzamiento, el despliegue del brazo del magnetómetro, la orientación de los cohetes de maniobra, la regulación de las persianas y las unidades de calentadores de radioisótopos. El control de temperatura era necesario para mantener caliente la nave. Se usó la antena de alta ganancia para dar sombra durante el vuelo en las cercanías al Sol. Las mantas térmicas aislantes que envolvían toda la nave absorbían el calor para mantenerla a la temperatura adecuada. Las persianas, montadas en el decágono, servían para regular la temperatura interna de la electrónica. Cada instrumento tenía un calentador. También se usaron los calentadores eléctricos, los calentadores de radioisótopos (RHU) y el calor de los RTG para irradiar más calor. La actitud venía determinada por un sistema AACS. La nave estaba estabilizada en los tres ejes. Se usó una unidad de referencia inercial (IRU), integrada de giroscopios de estado sólido. La unidad de referencia estelar usaba cámaras de navegación con un mapa de 5000 estrellas. 
La propulsión se usaba para mantener la posición de la nave, la inserción orbital, las posibles correcciones y la orientación de la nave. Para ello se usaban 2 motores principales, uno primario y el otro como repuesto si el primero hubiese fallado. Ambos proporcionaban un empuje de 445 N. También se usaban 16 cohetes de 0.5 N, montados en 4 grupos de 4, para las correcciones de posición. En el cilindro se montaron dos tanques, uno con tetróxido de nitrógeno y otro de monometil-hidracina. Además de varios componentes de propulsión como válvulas, filtros, etc. Este sistema incluía también un único tanque de helio gaseoso para presurizar los motores y el combustible, además de un tanque de hidracina para los cohetes pequeños. Las telecomunicaciones se hacían en banda X con una frecuencia de 8.4 GHz. Los componentes de este sistema eran: un tubo amplificador de onda de 20 W para amplificar la señal, dos transpondedores de espacio profundo que recibían y transmitían; y el oscilador ultraestable. Las telecomunicaciones usaban una antena parabólica de alta ganancia de 4 metros de diámetro y dos antenas de baja ganancia para comunicaciones auxiliares. La velocidad de envío de datos variaba entre 5 b/s y 249 kb/s. Desde que la nave Cassini llegó a Saturno, se encontró a una distancia de entre 8.2 y 10.2 unidades astronómicas de la Tierra. Por esta razón, las señales que nos envió o que se le mandaron desde la Tierra tardaban entre 68 y 84 minutos en alcanzar su destino. En la práctica, esto significó que los controladores en tierra no podían operar la nave en tiempo real, ya fuera para operaciones cotidianas o en caso de que hubiese habido una avería inesperada.
La nave procesaba las instrucciones usando un subsistema de gestión de datos para las actividades de la nave y sus instrumentos, este sistema fue el cerebro de la nave. Los datos eran almacenados en dos grabadoras de estado sólido, en las que se almacenaban los datos relativos a  la nave así como a los descubrimientos científicos para su posterior transmisión a la Tierra de forma periódica además de almacenar varios programas. Una vez enviados, los datos eran borrados para dejar espacio a otros nuevos. Las dos grabadoras tenían una capacidad de 2 Gb y estaban protegidas de la radiación mediante una cubierta de aluminio. Todos los equipos electrónicos estaban montados en doce compartimientos controlados y protegidos de la radiación.

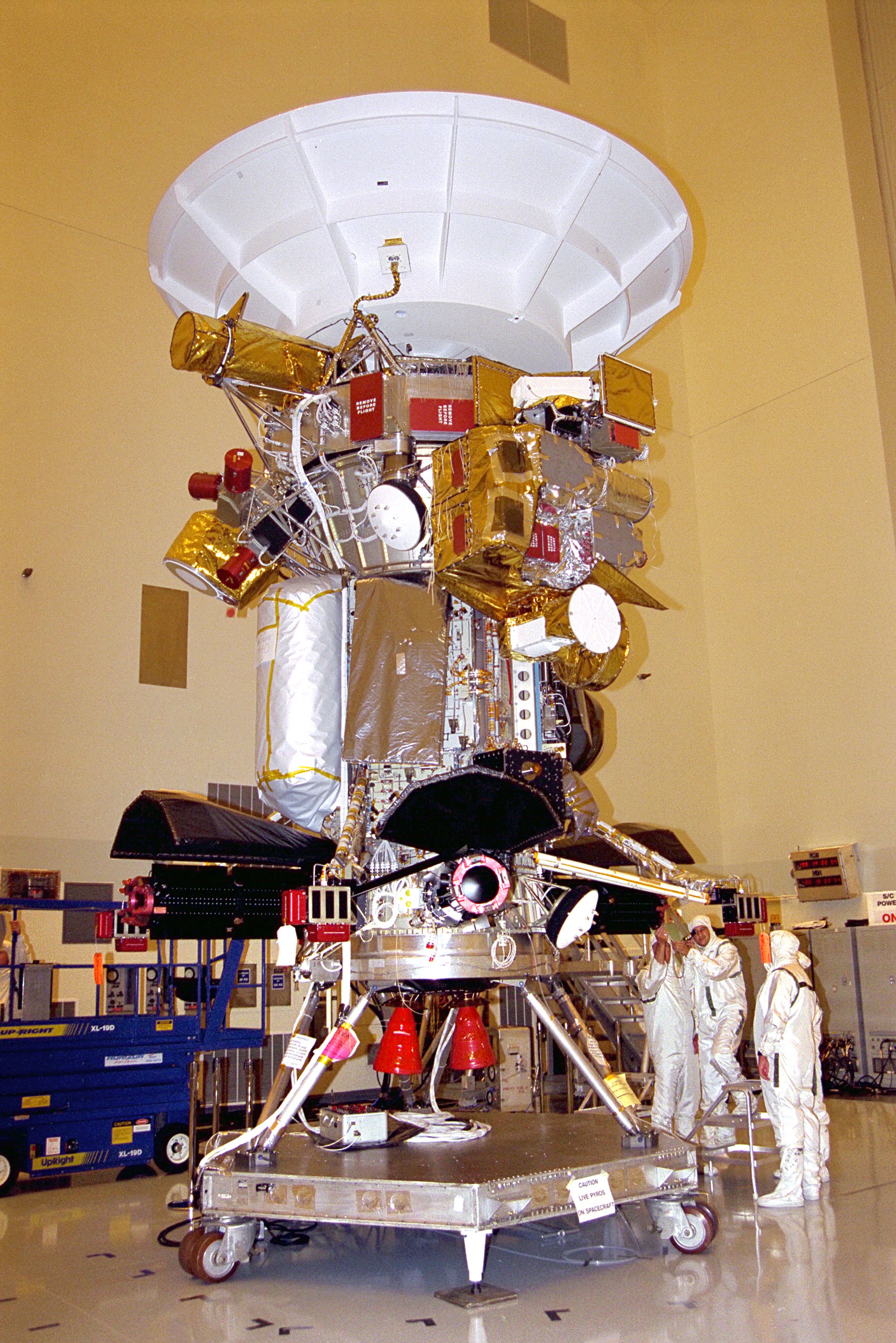
Ensamblaje de la nave Cassini

### Instrumentación
La instrumentación de la Cassini consistía en un radar, dos cámaras CCD, un espectrómetro de luz visible e infrarroja, un espectrómetro compuesto infrarrojo, un analizador de polvo cósmico, un experimento de ondas de radio y plasma, un espectrómetro de plasma, un espectrógrafo ultravioleta, un analizador de imágenes magnetosféricas, un magnetómetro y un espectrómetro de masas. A esto hay que añadir una serie de antenas, unas para comunicaciones con la Tierra y otras para realizar mediciones científicas.

#### Cassini Plasma Spectrometer (CAPS)
Este instrumento medía la energía y carga eléctrica de partículas como electrones y protones que se hubieran detectado. El espectrómetro medía las moléculas que se originaban en la ionosfera de Saturno y determinaban la configuración de su campo magnético. También se analizó el plasma de estas áreas así como el viento solar en la magnetosfera de Saturno.

#### Cosmic Dust Analyzer (CDA)
El analizador de polvo cósmico determinaba el tamaño, velocidad y dirección de partículas de polvo cerca de Saturno. Algunas de ellas orbitan Saturno, mientras que otras podrían proceder de otros sistemas solares.

#### Composite Infrared Spectrometer (CIRS)
Este espectrómetro medía la luz infrarroja procedente de un objeto (como la atmósfera o la superficie de un planeta) para conocer mejor su temperatura y composición. Este instrumento creó un mapa tridimensional de Saturno para determinar las diferencias de temperatura y presión en diferentes altitudes, entre otras cosas.

#### Ion and Neutral Mass Spectrometer (INMS)
Fue el encargado de medir las partículas con carga (protones e iones pesados) y partículas neutras (como los átomos) cercanas a Saturno y Titán para conocer mejor sus atmósferas.

#### Imaging Science Subsystem (ISS)
El llamado Subsistema de Imágenes se encargaba de capturar imágenes en el espectro de luz visible, y mediante el uso de filtros también en el ultravioleta y en el infrarrojo. Incorporaba dos cámaras: una de gran angular y otra de campo estrecho, ambas de tipo CCD y con una matriz cuadrada de 1024*1024 píxeles (1 megapíxel).

#### Dual Technique Magnetometer (MAG)
Este magnetómetro medía la intensidad y la dirección del campo magnético de Saturno. Dicho campo estaba generado en parte por el núcleo extremadamente caliente de Saturno, y medirlo permitió saber más sobre sus características.

#### Magnetospheric Imaging Instrument (MIMI)
Este instrumento proporcionó imágenes y otros datos sobre las partículas atrapadas en el gigantesco campo magnético de Saturno.

#### Radio Detection and Ranging Instrument (RADAR)
Este radar nos permitió crear mapas de la superficie de Titán y de sus elevaciones y depresiones (montañas, cañones, etc.) mediante el uso de ondas de radio, que podían atravesar su densa atmósfera. Además, captaba las señales de radio que procedían de Saturno o sus lunas.

#### Radio and Plasma Wave Science instrument (RPWS)
Además de las ondas de radio, este instrumento medía los campos magnético y eléctrico del medio interplanetario y en las magnetosferas de los planetas. También determinaba la densidad de electrones y la temperatura en Titán y en algunas regiones de Saturno.

#### Radio Science Subsystem (RSS)
Básicamente utilizaba los radiotelescopios situados en la Tierra para observar cómo cambiaban las señales emitidas por la nave al atravesar objetos como la atmósfera de Titán, los anillos de Saturno, o incluso desde detrás del Sol.

#### Ultraviolet Imaging Spectrograph (UVIS)
El espectrógrafo ultravioleta era un instrumento que capturaba imágenes de la luz ultravioleta que reflejaba un objeto, como las nubes de Saturno o sus anillos, y sirvió para aprender más sobre su estructura y composición.

#### Visible and Infrared Mapping Spectrometer (VIMS)
Compuesto por dos cámaras, este instrumento captaba con una de ellas la luz visible, y con la otra la luz infrarroja. De este modo se pudieron recoger detalles nuevos sobre la superficie de Saturno y sus satélites: su composición, la de sus atmósferas y anillos.

### Polémica sobre el uso de energía nuclear
Debido a la gran distancia entre Saturno y el Sol, los paneles solares eran insuficientes para proveer de electricidad a la nave al llegar a su destino. Para conseguirlo tendrían que haber sido demasiado grandes y pesados. Así, Cassini se alimentó finalmente de tres RTG (generadores termoeléctricos de radioisótopos), que producen electricidad a partir de la desintegración radiactiva espontánea de plutonio radiactivo. Al final de su periodo de servicio (once años) aún eran capaces de generar 628 vatios de energía entre todos ellos. El uso de esta tecnología provocó las protestas de grupos de defensa del medio ambiente, algunos físicos (el más notable Michio Kaku) e incluso antiguos miembros de la NASA, a pesar de las afirmaciones por parte de la Agencia Espacial Norteamericana de que el riesgo de accidente nuclear era muy bajo.

## La sondaHuygens
La sonda Huygens, fabricada por la Agencia Espacial Europea y llamada así por el astrónomo neerlandés del siglo XVII Christiaan Huygens, estaba preparada para analizar la atmósfera y superficie de Titán, la mayor de las lunas de Saturno, atravesando su atmósfera y descendiendo en paracaídas sobre la superficie, donde depositó un laboratorio científico que se encargó de realizar diversos análisis y de enviar dicha información a la nave Cassini, que a su vez la reenviaba a la Tierra. La sonda se separó de la Cassini el día 25 de diciembre de 2004 y llegó a Titán el día 14 de enero de 2005, cumpliendo casi con total éxito su misión y convirtiéndose no solo en la primera sonda que aterrizaba en un satélite que no fuera la luna terrestre, sino también en la primera en hacerlo en un objeto del sistema solar exterior.

### Instrumentación
La sonda Huygens contenía seis complejos instrumentos a bordo que proporcionaron una amplia variedad de datos a los científicos tras su descenso en la atmósfera de Titán. Estos instrumentos eran:

#### Huygens Atmospheric Structure Instrument (HASI)
Este instrumento contenía una serie de sensores que midieron las propiedades físicas y eléctricas de la atmósfera de Titán. El acelerómetro permitió medir la densidad de la atmósfera de Titán y las corrientes de aire. Los sensores de temperatura y presión determinaron las propiedades térmicas de la atmósfera. El HASI también contenía un micrófono, que grabó sonidos durante el descenso y el aterrizaje de la sonda.

#### Doppler Wind Experiment (DWE)
Este experimento usaba un oscilador ultrasensible para mejorar la comunicación con la sonda, dotándola de una señal muy estable. Los vaivenes producidos por los vientos de la atmósfera se pudieron entonces medir para sacar conclusiones acerca de sus características.

#### Descent Imager/Spectral Radiometer (DISR)
Los detectores de imágenes y de espectros de este instrumento realizaron diversas mediciones sobre la radiación y el tamaño y densidad de las partículas en suspensión. Las imágenes, en el espectro de la luz visible e infrarroja, crearon un mosaico que permitió reconstruir la zona de aterrizaje y sus alrededores.

#### Gas Chromatograph Mass Spectrometer (GCMS)
Este instrumento era un versátil analizador químico de gases, diseñado para identificar y medir sustancias químicas en la atmósfera de Titán. Estaba equipado con dos módulos para toma de muestras que se llenaron a gran altitud para un posterior análisis. El espectrómetro de masas servía para construir un modelo de la masa molecular de cada gas, mientras que el cromatógrafo de gases llevaba a cabo un estudio más detallado de las muestras de isótopos y moléculas. Poco antes del aterrizaje se calentó el instrumento, a fin de que en contacto con la superficie se evaporasen los materiales que la componen y se pudiesen analizar mejor.

#### Aerosol Collector and Pyrolyser (ACP)
Este dispositivo experimental captó partículas de la atmósfera y las introdujo en el interior de un horno, para calentar las muestras atrapadas y, mediante un proceso de pirólisis, descomponer los materiales orgánicos volatilizados para estudiarlos.

#### Surface-Science Package (SSP)
El SSP contenía varios sensores diseñados para determinar las propiedades físicas de la superficie de Titán en el punto de impacto. Un sónar vigiló durante los últimos 100 metros la distancia a la superficie, midiendo la velocidad de descenso y la rugosidad del suelo.

## Subfases de la misión primaria
Además de ser uno de los principales objetivos de su misión, la gravedad de Titán ayudó a variar la órbita de la sonda, permitiéndole así realizar los distintos estudios para los que fue preparada. Esta es la razón de que las subfases que se detallan a continuación comenzaban y acababan con un sobrevuelo de Titán, salvo dónde se especifique lo contrario.
1. Entrada en órbita alrededor de Saturno y lanzamiento de la sonda Huygens. Esta secuencia abarcó desde el día 1 de julio de 2004 —día en el que la sonda se situó en órbita alrededor de Saturno— hasta el día 15 de febrero de 2005. Durante esta fase, la sonda realizó tres órbitas alrededor de Saturno y cuatro sobrevuelos a Titán —incluyendo el correspondiente para recoger los datos enviados desde Titán por la sonda Huygens— además de uno de Jápeto. Además de la entrada en órbita alrededor de Saturno de la sonda Cassini, el principal evento de esta parte de la misión fue el descenso de la sonda Huygens a Titán.
2. Secuencia de ocultación. Duró desde el día 15 de febrero de 2005 hasta el día 7 de septiembre de 2005. En ella la sonda realizó 11 órbitas alrededor de Saturno, llegando a tener estas cierta inclinación respecto al ecuador del planeta. Durante esta parte de la misión, se aprovechó el hecho de que Cassini podía ver cómo el Sol y la Tierra eran ocultados por los anillos del planeta para estudiar la estructura y evolución de estos últimos. También se realizaron cuatro nuevos sobrevuelos de Titán, y tres de Encélado.
3. Secuencia de estudio de la magnetocola. Esta parte de la misión duró desde el día 7 de septiembre de 2005 hasta el 22 de julio de 2006. Cassini realizó durante esos 10 meses y medio 12 órbitas alrededor de Saturno. En su transcurso, la órbita de la nave fue cambiando hasta situarse primero en el plano ecuatorial de Saturno y luego en el lado nocturno del planeta, para estudiar su magnetocola y durante ella Cassini, además de realizar un sobrevuelo de cada una de casi todas las principales lunas de Saturno —excepto Japeto y Febe—, realizó nueve sobrevuelos de Titán.
4. Transferencia de 180°. Empezó el día 22 de julio de 2006 y acabó el 30 de junio de 2007. Durante ella, la sonda utilizó la gravedad de Titán para primero cambiar su órbita hasta situarse prácticamente perpendicular al ecuador de Saturno, pudiendo así estudiar sus anillos y sus regiones polares desde "arriba", y luego devolverla al plano ecuatorial de este, y también para progresivamente situarse de nuevo en el lado diurno del planeta. Se realizaron en total diecisiete sobrevuelos de Titán, siendo la parte de la misión primaria en la que la mayor luna de Saturno fue más veces estudiada de cerca. Asimismo a mediados de septiembre de 2006, la órbita de Cassini la llevó a un punto en el que el Sol sería ocultado durante varias horas por Saturno, algo que probablemente no se repetiría durante el resto de la misión. Durante esas horas se realizaron estudios intensivos de los anillos y se tomaron numerosas imágenes del planeta y de éstos, pudiéndose ver en una de ellas la Tierra próxima a los anillos.
5. Subfase de estudio de lunas heladas. Duró desde el día 30 de junio hasta el 31 de agosto de 2007. La sonda orbitó Saturno apenas un par de veces. Esta parte de la misión se caracteriza por estar la nave en el plano del ecuador de Saturno, habiendo varios encuentros relativamente cercanos con las lunas heladas de Saturno, además de dos sobrevuelos de Titán.
6. Secuencia de alta inclinación. Abarcó desde el día 31 de agosto de 2007 hasta el día 30 de junio de 2008, final de la misión primaria. Cassini realizó veinticinco órbitas alrededor del planeta anillado en las cuales de nuevo su órbita estuvo fuertemente inclinada respecto a su ecuador, pudiendo estudiarse así de nuevo sus anillos y sus regiones polares. También se realizaron: un sobrevuelo de Encélado, uno de Japeto, y nueve sobrevuelos de Titán.

## Mejores imágenes tomadas por la sonda Cassini

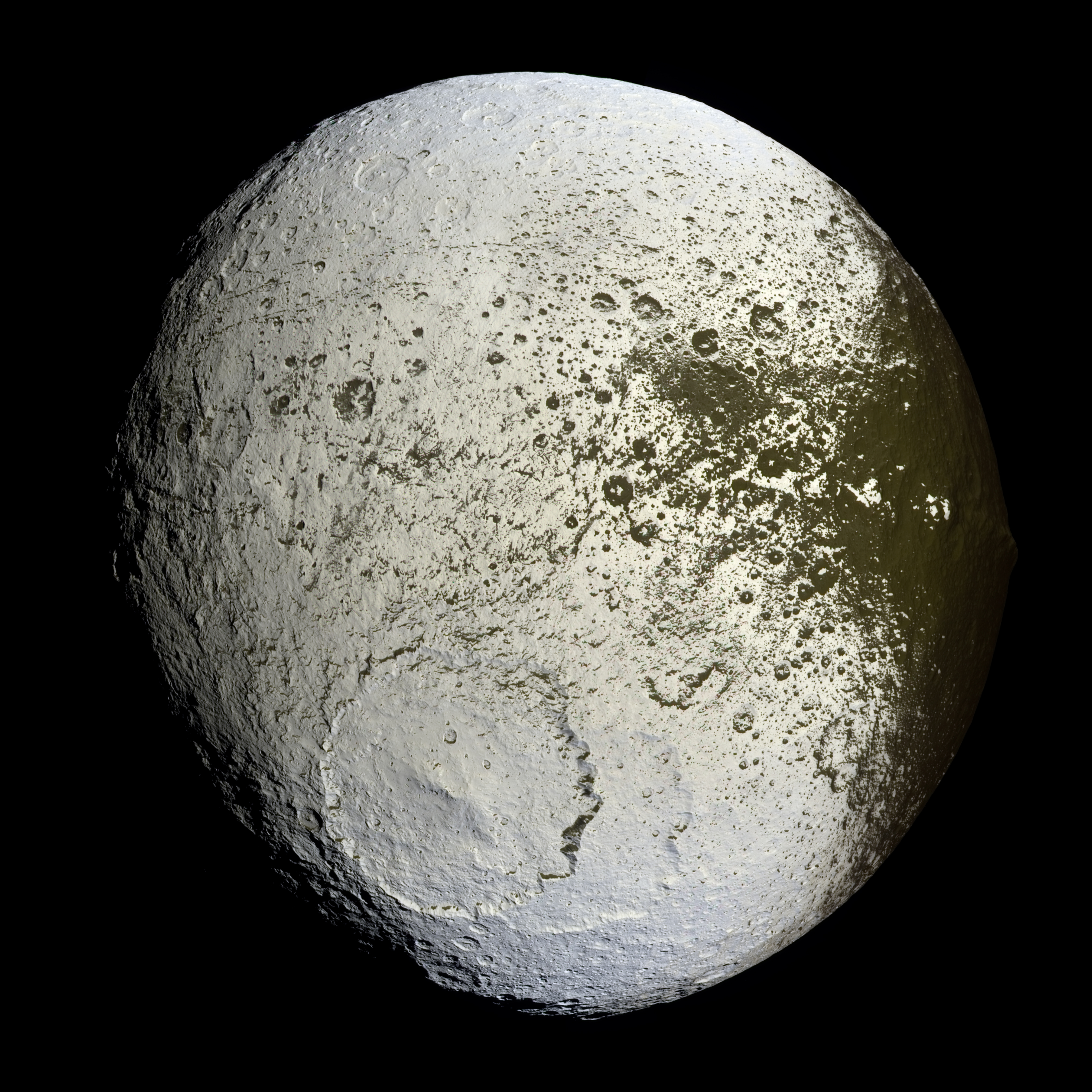
Jápeto

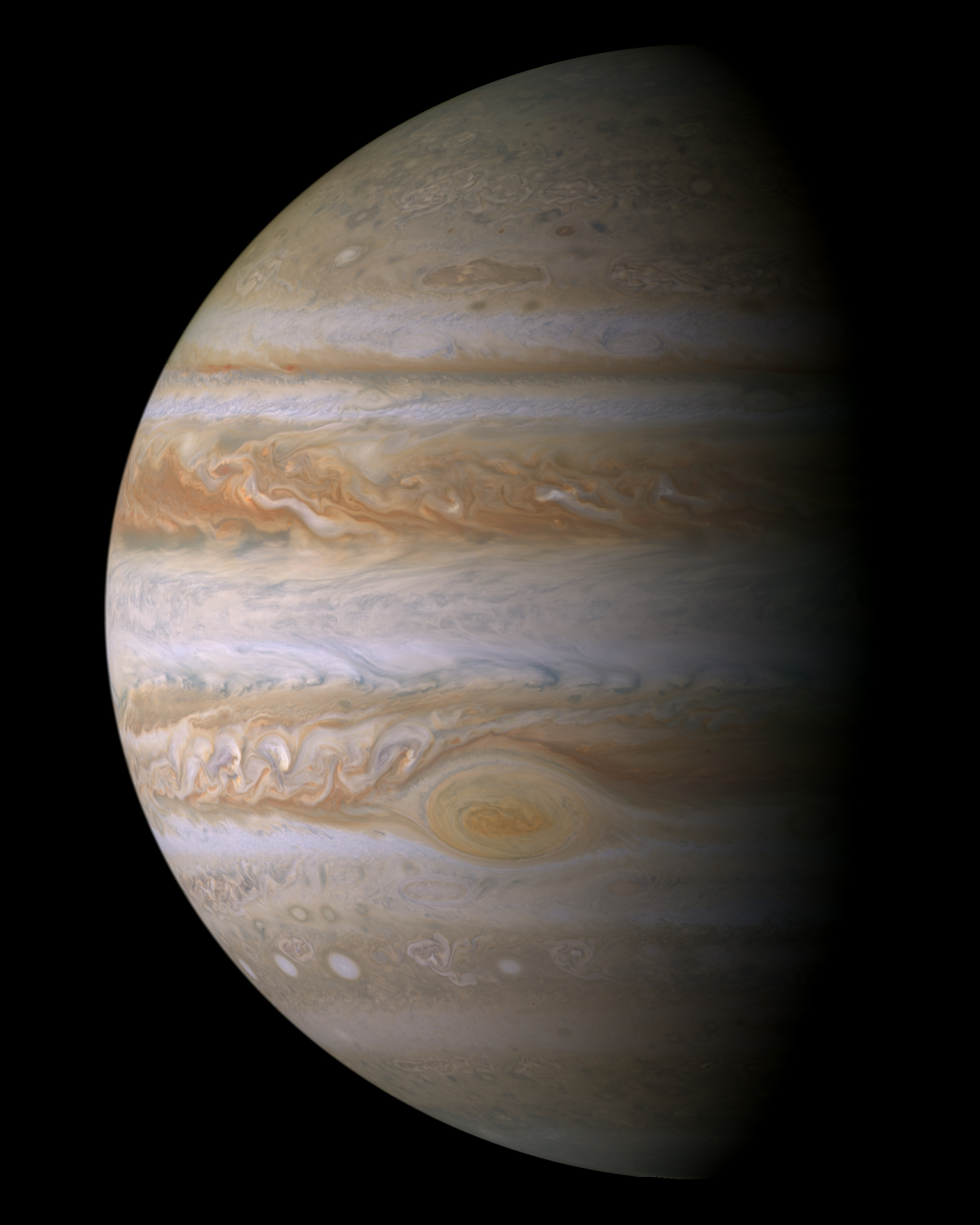
Júpiter

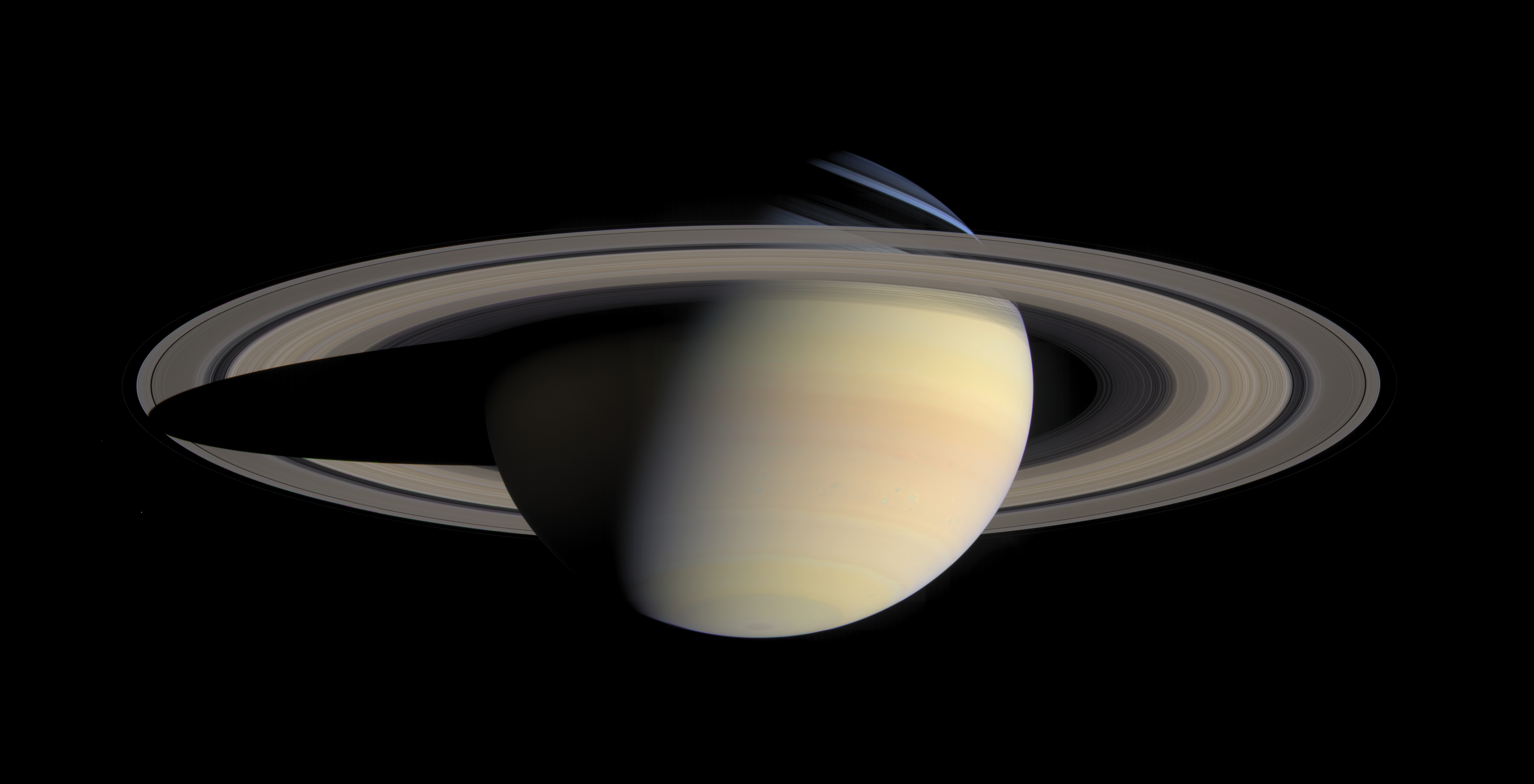
Saturno

## Prórrogas de la misión yGrand Finale

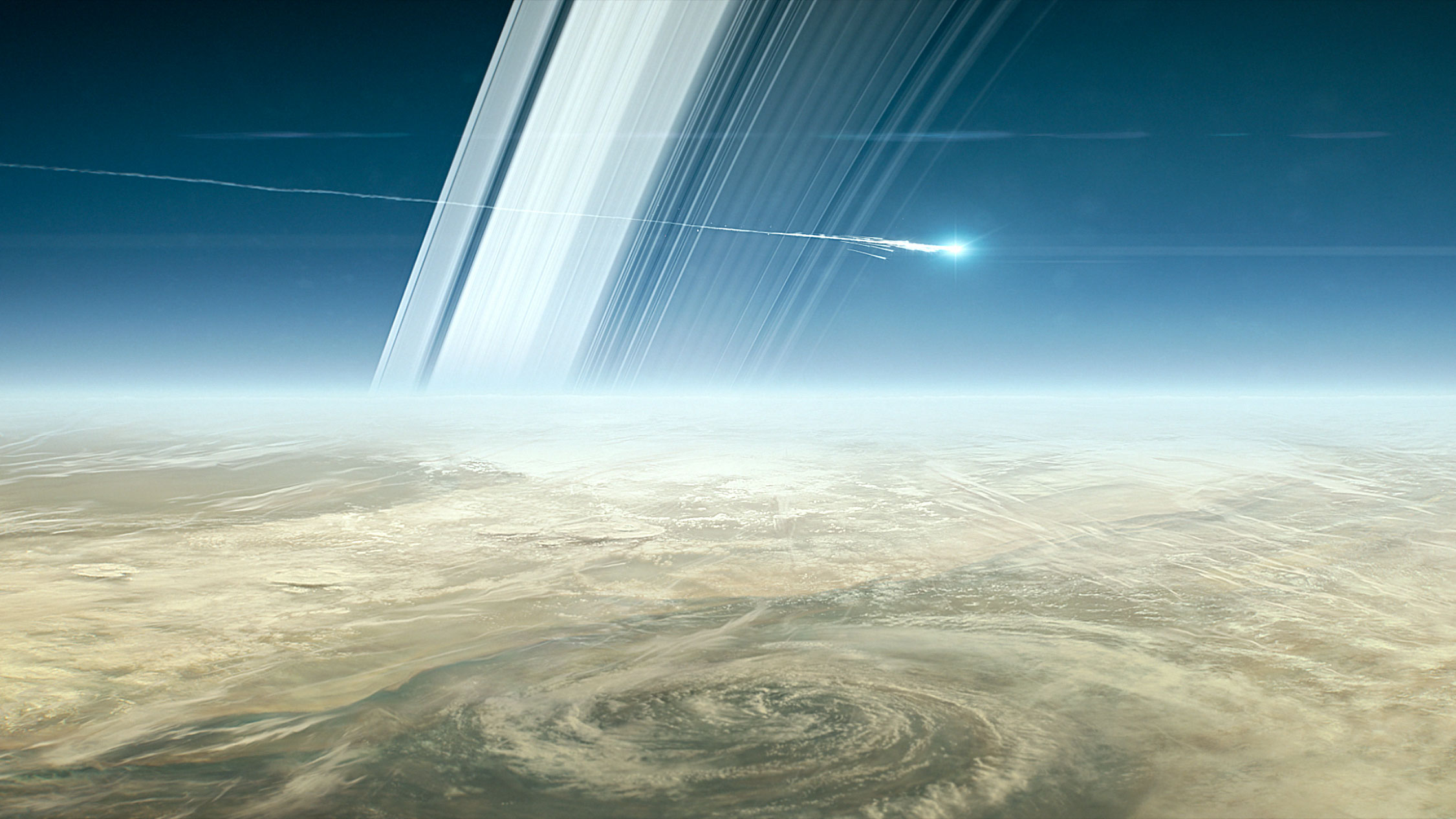
Representación CGI de Cassini ingresando a la atmósfera de Saturno

En abril de 2008 la NASA decidió prorrogar la misión Cassini al menos un par de años más, habiéndose conocido esta prórroga cómo Misión del Equinoccio, ya que durante ella tuvo lugar el equinoccio en Saturno. Durante esos dos años, Cassini realizó sesenta nuevas órbitas alrededor del planeta anillado, veintiséis sobrevuelos de Titán, siete de Encélado, uno de Dione, uno de Rea, y otro de Helena. Esta misión extendida se dividió en cinco fases: alta inclinación, transferencia de 180 grados, observación del equinoccio, lunas heladas y ocultaciones de asa a asa, y observaciones del polo Norte de Titán.
Se propuso también prorrogar la misión hasta el año 2017, fecha en la que tuvo lugar el solsticio en Saturno, lo cual fue finalmente aprobado por la NASA. Dicha nueva prórroga de la misión fue bautizada por ello como Misión del Solsticio.
Se barajaron diversas opciones para el destino final de la sonda Cassini, que incluían hacerla impactar contra Saturno —como ocurrió con las sondas Juno y Galileo una vez acabada su misión en Júpiter—, lo que en principio no parecía factible, ya que, si se hacía en una trayectoria a través del plano ecuatorial del planeta, la presencia de los anillos harían probable la colisión con las partículas que los componen, perdiéndose así el control de la nave; estrellarla contra cualquiera de las lunas de Saturno (descartado, debido al calor generado en la colisión y por sus generadores termoeléctricos de radioisótopos, que podrían haber perturbado posibles formas de vida, particularmente en los casos de Titán y Encélado); situarla en una «órbita de aparcamiento» en la que no existiera riesgo de colisión con ninguna otra luna, o sacarla del sistema de Saturno mediante sobrevuelos de Titán para acabar incluso expulsándola del sistema solar. Sin embargo la opción que se tomó finalmente, y que recibió el apoyo de una buena cantidad de científicos de la misión por los datos que podría proporcionar, consistió en enviar a Cassini a una órbita de muy alta excentricidad que la llevó entre la atmósfera del planeta y el anillo D, a través del espacio de 3800 kilómetros que hay entre el planeta y los anillos y en la que, tras realizar 20 de tales órbitas, se precipitó contra Saturno, ardiendo en su atmósfera el día 15 de septiembre de 2017 a las 11:55 UTC, evitando así los riesgos de contaminación biológica y radioactiva mencionados, siendo de esta manera este el destino final de Cassini y el último objetivo y el final último de la misión. Esta última fase fue bautizada por la NASA como Grand Finale.